# صالح البهوتي
أبو الهدى صالح بن حسن بن أحمد بن علي البُهوتي الأزهري (ت. 1121 هـ)، فقيه حنبلي وفرضي.

## سيرته
ولد في القاهرة ونشأ بها، وقرأ، واشتغل، ومهر في الفقه، ولا سيما الفرائض فإنه اشتهر بإتقانها.
كا عمدة مذهبه في المعقول والمنقول والحديث، وله عدة تصانيف وحواش وتعليقات وتقييدات مفيدة.
أخذ عن منصور البهوتي، وعن محمد الخلوتي ولازمه، وأخذ الحديث عن عامر الشبراوي (ت. 1061 هـ)، وأخذ الفرائض عن سلطان بن أحمد المزاحي وغيره.
توفي يوم الجمعة 18 ربيع الأول سنة 1121 هـ.

## مؤلفاته
له من المصنفات:
- ألفيه في الفقه.
- عمدة الفارض، ألفيه في الفرائض.
- نظم الكافي.
- وسيلة الراغب لعمدة الطالب لنيل المآرب.
- مسلك الراغب شرح دليل الطالب.
- نظم عمدة الفقه.